# カール・プロコペッツ
カール・プロコペッツ（Karl Prokopetz）は、ドイツのクラシック音楽の指揮者。

## 経歴
ドイツのミュンヘン音楽大学で指揮法と声楽を学ぶ。
2001年にエアハルト歌劇場音楽副監督に就任し、2007年から2009年まで、フォアポンメルン劇場 (Theater Vorpommern) 音楽監督を務めた。
2009年には、北東ドイツ・フィルハーモニー管弦楽団音楽総合監督に就任した。

## 年譜
- 2001年　エアハルト歌劇場音楽副監督
- 2007年 - 2009年　フォアポンメルン劇場音楽監督
- 2009年　北東ドイツ・フィルハーモニー管弦楽団音楽総合監督

## 参考
- サンライズプロモーション東京演奏会チラシ